# Strong FC

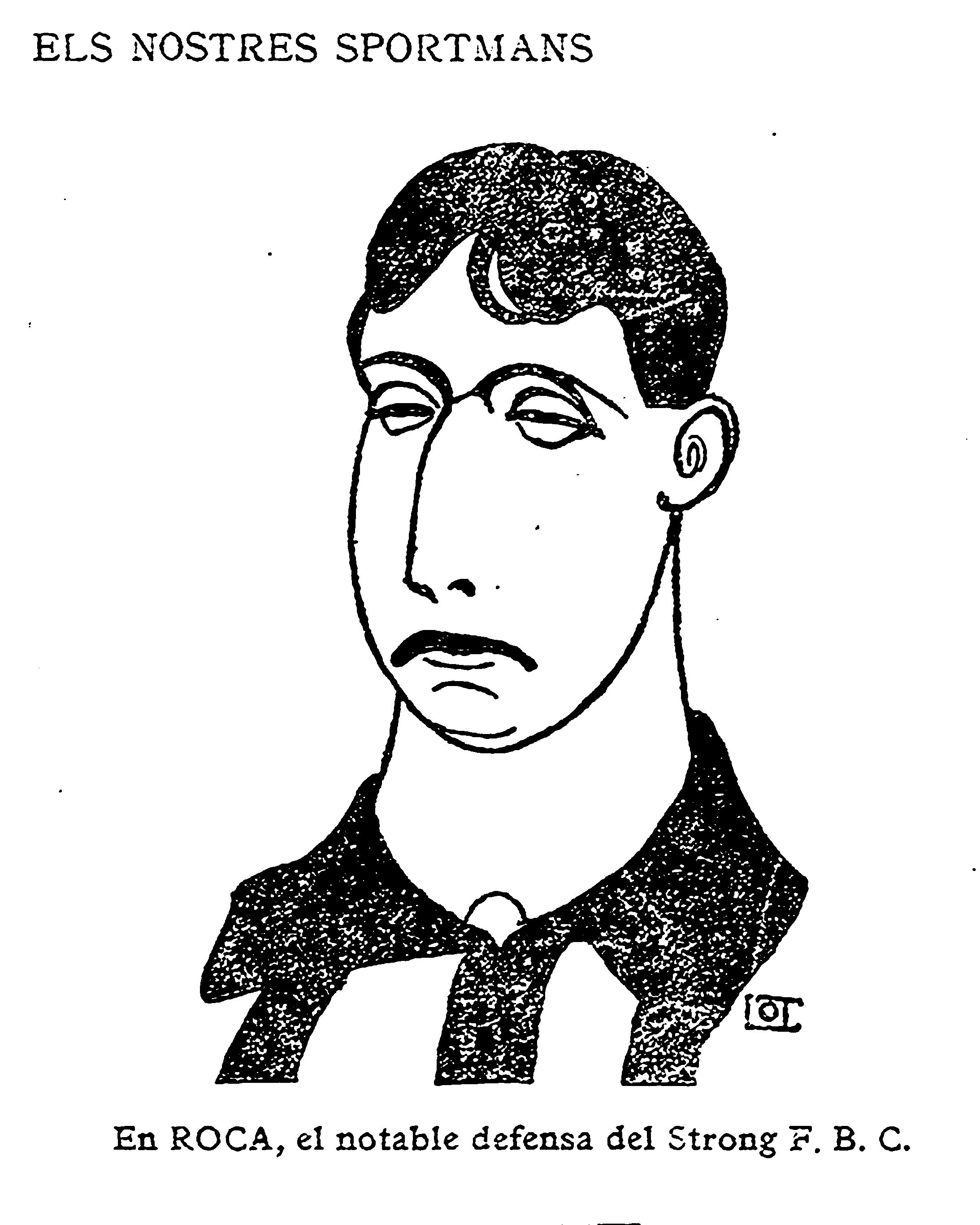
El defensa Francesc Roca i Ramis, en una caricatura publicada a la revista local 'Aiguaforts', va ser el gran ídol de l'Strong i promotor de l'esport de base.

L'Strong Football Club va ser un club de futbol de Girona fundat el 1909 i dissolt el 1916. Es va constituir el 1910 i jugava al Camp de Mart de la Devesa. Juntament amb el Girona Sports, va ser un dels equips més destacats de Girona en l'inici de la dècada del 1910. Posteriorment, la creació de la Unión Deportiva Gerundense va significar un pas endavant important en el futbol gironí.

## Història
Si a Girona els primers experiments futbolístics havien anat a càrrec, sobretot, de soldats i fills de militars, l'Strong és la porta d'entrada a la societat civil a aquest esport. Així, al voltant de la fundació de l'Strong hi trobem noms de joves estudiants de família acomodada, entre els quals el primer president, Josep Espona i Puig, fill del catedràtic i alcalde de Girona Joaquim Espona i de Nuix.
Va ser fundat pels germans Surribas, el pare dels quals hauria batejat l'entitat amb un nom d'encuny anglès. En tot cas, l'embrió del club no es pot separar de l'efervescència que en el camp de l'esport gironí va suposar el Gimnàs Gómez, a la plaça de la Independència, dirigit per Carles Gómez i Soler, destacat sportman, professor de l'institut de segon ensenyament i dels primers docents de gimnàstica de l'Estat.
Va disputar el primer partit el 3 de setembre de 1911, al Camp de Mart de la Devesa, contra l'Sport Club Empordanès, de Figueres (3-3). La primera alineació va estar formada per Planells; Oliver, Bellsolà; Peña, Surribas, Boada; Coll, Plaja, Hormeu, Saguer i Rosillo.
El seu bateig de foc va ser amb motiu de les Fires de Sant Narcís de 1912, amb la visita de l'Universitary de Barcelona (2-6), quan la població per primera vegada va poder gaudir de la presència de jugadors de renom de l'època a les files visitants, com Joan Kinké Armet de Castellví. El partit coincideix també amb la irrupció d'una figura històrica del futbol gironí, Francesc Roca, que va atreure, juntament amb Carles Bellsolà i Salvador Hormeu, les masses a la Devesa i va consolidar l'arrelament d'aquest esport com a nou espectacle públic a la ciutat.
L'entitat, que va tenir diferents seccions i equips de base, es va mantenir activa fins a l'estiu de 1916, quan per causa de l'enfrontament entre faccions internes, va viure una escissió i la posterior marxa dels jugadors de referència (Roca, Bellsolà, Pep Gómez, Fontàs...) a diferents equips. El continuador esportiu va ser, alimentat per la fuga d'actius, el Gironenc, que al seu torn va donar lloc, entre d'altres, a la UD Girona.